# Сирийская соната
«Сирийская соната» — российский фильм 2022 года режиссёра Олега Погодина.

## Сюжет
На российскую военную базу в Сирии с концертом для солдат и офицеров летит филармонический оркестр под управлением знаменитого дирижёра Виктора Февралёва (Константин Лавроненко).
Сопровождает оркестр, чтобы снять сюжет, журналист Татьяна Стебельцова (Елена Север). Когда-то она была военкором в горячих точках, но на Кавказе попала в плен к террористам и после освобождения решила сменить профессиональную тему и стала корреспондентом отдела культуры.
Виктор и Татьяна знакомятся в самолёте, и между ними с первых минут встречи проскакивает искра. Но единственный вечер, который они проведут вместе, оказывается далёким от романтики: на отель нападают террористы и берут музыкантов в заложники с требованием освободить одного из своих командиров. Скрыться удаётся только Виктору и Татьяне.
Дирижёр и журналистка в наводнённом террористами отеле становятся единственными «глазами» спешащего на помощь отряда Сил специальных операций (ССО), командир которого, по стечению обстоятельств, бывший муж Татьяны Сергей (Гоша Куценко), для которого и так непростая операция по освобождению заложников становится личным делом.

## В ролях
- Елена Север — Татьяна Стебельцова
- Константин Лавроненко — Виктор Февралёв
- Гоша Куценко — Сергей, подполковник, командир отряда ССО
- Владимир Ильин — Станислав Иванович Белякович, музыкант оркестра
- Игорь Гордин — Феликс Семёнович Тобиас, музыкант оркестра
- Софья Лебедева — Ксения
- Сергей Юшкевич — Павел Константинович
- Сергей Варчук — Житков
- Светлана Чуйкина — Ирина
- Виктория Полторак — третья скрипка
- Эдуард Чекмазов — Алексей Юрьевич
- Дмитрий Астрахан — Генрих Маньевич
- Андрей Феськов — Евгений
- Сергей Беляев — Вадим
- Максим Коновалов — ветеран
- Антон Богданов — Симба
- Арман Хачатрян — Джадир
- Орхан Абулов — Хамид
- Эшреф Ягьяев — Маджи
- Николай Шрайбер — Махотин
- Эльдар Трамов — Эльдар
- Андрей Аверьянов — Гарик
- Ангелина Стречина — Ольга
- Оля Ильина — Вика, пианистка
- Виктория Маслова — Нина, скрипачка
- Алина Чернобровкина — Лера, скрипачка
- Алексей Трофимов — Лёша, трубач
- Максим Мальцев — Мишкин, трубач
- Вадим Курилов — Валентин, трубач
- Владимир Балдов — Николай Петрович, валторнист
- Сергей Аброскин — Саша, валторнист
- Маргарита Адаева — Маша
- Сергей Бубнов — Антон
- Феликс Мурзабеков — Бритый
- Кирилл Одоевский — Никита
- Алдар Когаев — малой
- Константин Адаев — Костик
- Виктор Мищенчук — Балу
- Владимир Крючков — российский посол

В эпизодичных ролях задействованы актёры Крымского академического русского драматического театра имени Горького.

## Съёмки
Фильм снимался в Крыму в городе Судак в гостинице «Солдайя» у Генуэзской крепости — режиссёр, по его словам, хотел увести картину из натурных съемок, и все эпизоды замкнул на отеле, лишь небольшая часть фильма снята на натуре — военные действия со взрывами, передвижение техники снимали недалеко от бухты Капсель и в заброшенном полуразрушенном пансионате в Морском. Один из эпизодов фильма снимали в Москве в малом зале «Филармонии-2».

## Музыка
В фильме звучат произведения Сергея Рахманинова, в кульминационный момент картины звучит Симфония № 5 Бетховена. «Тему любви» для фильма написал композитор Александр Шевченко.

## Показ
В прокат фильм не выходил, премьерный закрытый показ состоялся 21 февраля 2022 года в кинотеатре «Октябрь», 23 февраля 2022 года состоялась телепремьера фильма на Первом канале.

## Фестивали
- 2023 — ХХXI кинофестиваль «Виват кино России!» — фильм был одним из 8 конкурсных фильмов, получил приз «За лучшую режиссуру»[5].